# Division 1 (Bélgica) 2001-02
La Primera División de Bélgica 2001/02 fue la 99.ª temporada de la máxima competición futbolística en Bélgica.

## Tabla de posiciones
| Pos | Equipo             | PJ | PG | PE | PP | GF | GC | Pts | DG  | Notas                                                     |
| --- | ------------------ | -- | -- | -- | -- | -- | -- | --- | --- | --------------------------------------------------------- |
| 1   | Genk               | 34 | 20 | 12 | 2  | 85 | 43 | 72  | +42 | Clasificado a la Liga de Campeones de la UEFA 2002-03 [1] |
| 2   | Club Brugge        | 34 | 22 | 4  | 8  | 74 | 41 | 70  | +33 | Clasificado a la Liga de Campeones de la UEFA 2002-03 [1] |
| 3   | R.S.C. Anderlecht  | 34 | 18 | 12 | 4  | 71 | 37 | 66  | +34 | Clasificado a la Copa de la UEFA 2002-03                  |
| 4   | Gent               | 34 | 16 | 10 | 8  | 62 | 51 | 58  | +11 | Clasificado a la Copa Intertoto de la UEFA 2002           |
| 5   | Standard Liège     | 34 | 15 | 12 | 7  | 57 | 38 | 57  | +19 |                                                           |
| 6   | Mouscron           | 34 | 17 | 5  | 12 | 68 | 40 | 56  | +28 | Clasificado a la Copa de la UEFA 2002-03                  |
| 7   | Sporting Lokeren   | 34 | 15 | 10 | 9  | 43 | 33 | 55  | +10 | Clasificado a la Copa Intertoto de la UEFA 2002           |
| 8   | Sint-Truiden       | 34 | 16 | 5  | 13 | 52 | 47 | 53  | +5  |                                                           |
| 9   | Germinal Beerschot | 34 | 11 | 16 | 7  | 68 | 51 | 49  | +17 |                                                           |
| 10  | R.W.D. Molenbeek   | 34 | 13 | 5  | 16 | 50 | 59 | 44  | -9  | Descenso a la Tercera División [2]                        |
| 11  | La Louvière        | 34 | 12 | 8  | 14 | 41 | 52 | 44  | -11 |                                                           |
| 12  | Sporting Charleroi | 34 | 11 | 6  | 17 | 40 | 63 | 39  | -23 |                                                           |
| 13  | Lommel             | 34 | 10 | 9  | 15 | 54 | 66 | 39  | -12 |                                                           |
| 14  | Westerlo           | 34 | 9  | 9  | 16 | 49 | 61 | 36  | -12 |                                                           |
| 15  | Lierse             | 34 | 9  | 8  | 17 | 45 | 55 | 35  | -10 |                                                           |
| 16  | Royal Antwerp      | 34 | 7  | 10 | 17 | 47 | 67 | 31  | -20 |                                                           |
| 17  | Eendracht Aalst    | 34 | 4  | 9  | 21 | 32 | 73 | 21  | -41 | Descenso a la Tercera División [3]                        |
| 18  | Beveren            | 34 | 2  | 8  | 24 | 30 | 91 | 14  | -61 |                                                           |

PJ = Partidos jugados; PG = Partidos ganados; PE = Partidos empatados; PP = Partidos perdidos; GF = Goles a favor; GC = Goles en contra; Pts = Puntos; DG = Diferencia de goles
[1] Club Brugge compite en la tercera ronda de la Copa de la UEFA después de terminar tercero en su grupo de Liga de Campeones.
[2] Debido a que quedó en bancarrota, R.W.D. Molenbeek desciende a la Tercera División , ya que se le negó la licencia profesional en la Primera División.
[3] Debido a sus deudas, Eendracht Aalst desciende a la Tercera División , ya que se le negó la licencia profesional en la Primera División.